# NGC 526

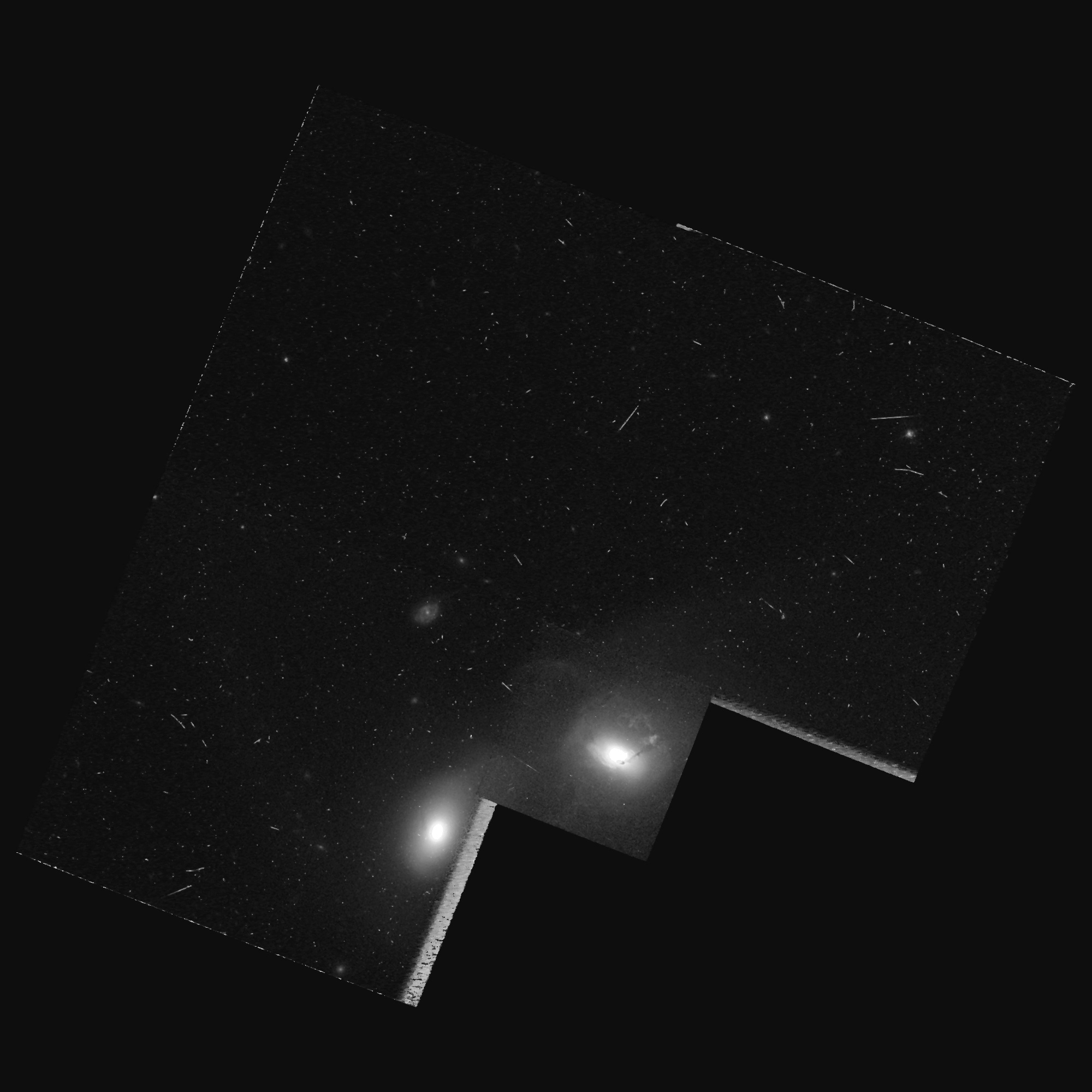
NGC 526 (Telescopul spațial Hubble)

NGC 526 este interacțiune de galaxii formată din galaxiile lenticulare PGC 5120 și PGC 5135. Este situată în constelația Sculptorul. A fost descoperită în 1 septembrie 1834 de către John Herschel.